# イムディーナ

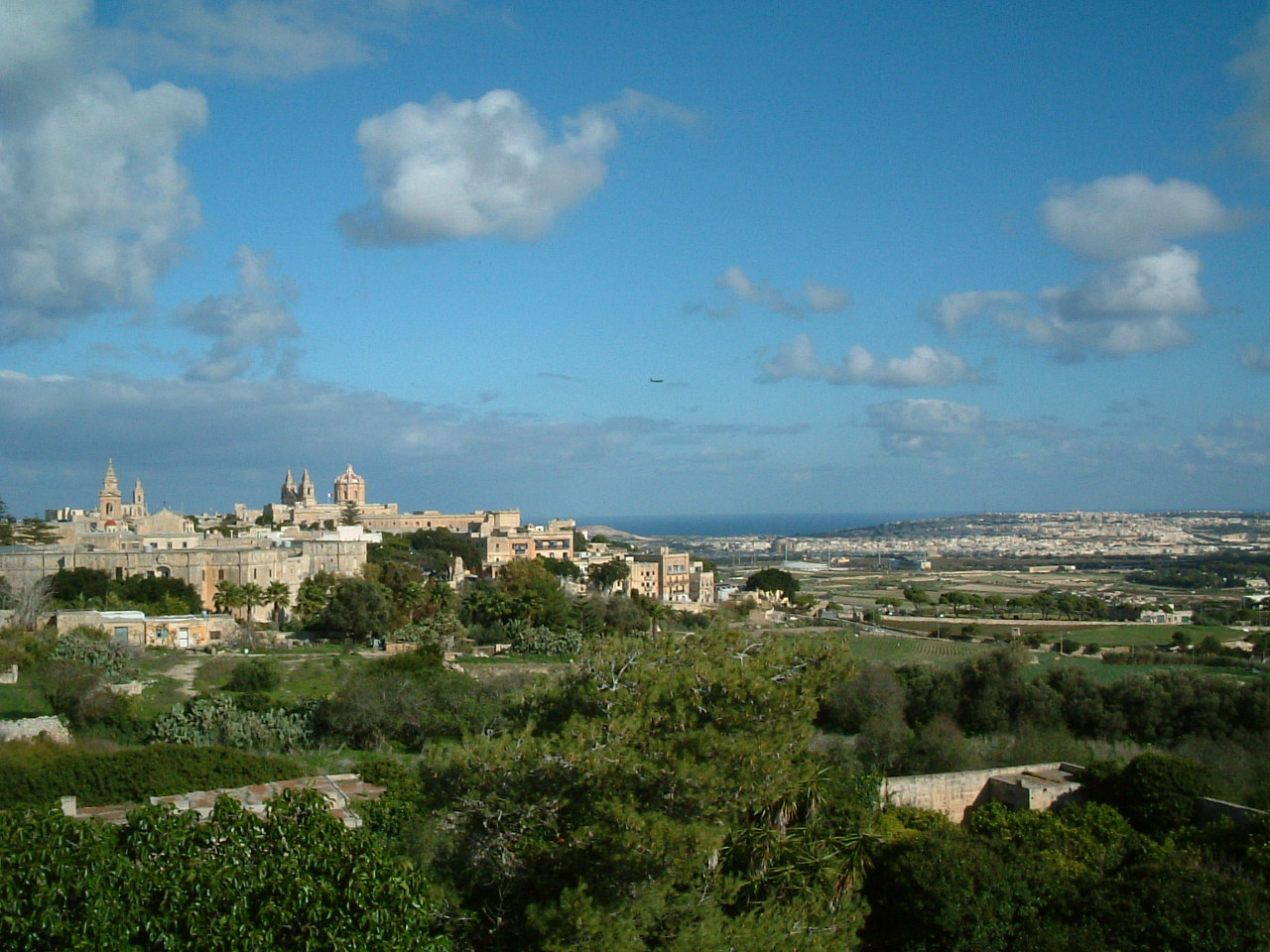
近隣の町ラバトから眺めたイムディーナ

イムディーナの紋章

イムディーナ （Mdina、正式名L-Imdina、Medinaとも）は、マルタ最古の都市。マルタ島中央部にあり、かつては首都であった。中世の狭い静かな通りを持つ城郭都市であり、『静寂の町』の異名を持つ。城壁に囲まれた面積は約8万㎡と小さく、東京ドームの２倍弱である。人口は292人（2014年）。

## 歴史
イムディーナでの定住の痕跡は、紀元前4000年より前に遡る。紀元前700年頃にフェニキア人によって初めて要塞化された。これは、町の位置が海まで見通せることが可能な島の最高点にあるという、軍事的要所であったことが理由である。マルタがローマ帝国支配を受けると、ローマの知事は自身の邸宅をイムディーナに建てた。60年に使徒パウロは、乗っていた船がマルタで難破した後にイムディーナで暮らしたと言われている。イムディーナという現在の名前を初めて与えたのは、870年頃にマルタへやってきたシチリアのアラブ人によってである。アラブ語で町を意味する。彼らは広い堀と厚い防御用壁を持つ都市を作り上げ、近隣の町ラバトからイムディーナを切り離した。
1091年、ノルマン人がマルタを征服した。イスラム文化の影響を受けたノルマン王朝時代の建物が見られる。1565年のマルタ包囲戦では、長らくマルタ島の首都であり要塞と化していたイムディーナを聖ヨハネ騎士団が最後まで守り抜いた。この戦いの後、騎士団は首都をバレッタに移す。1693年には地震に見舞われ、多数の建物が崩壊した。地震後の1702年に聖堂は、マルタ人建築家ロレンゾ・ガファの設計で再建された。1798年、ナポレオンのフランス軍によるマルタ侵攻に伴い占領されたが、間もなくフランス軍への反乱蜂起の主要舞台となり、フランス軍は最終的に英軍に降伏、マルタ全土から撤退する。その後はマルタがイギリスの保護領化されたことに伴い、20世紀後半における独立までイギリスの支配を受けることになる。
1883年、マルタ鉄道が開通し、バレッタと結ばれた（1931年廃止）。

## 現在
今日、イムディーナはマルタを代表する観光地のひとつである。広場に建つ聖パウロ聖堂がランドマークとなっており、ノルマン建築、バロック様式などの個人の邸宅や教会が混ざり合って残っている。また、城壁の修復工事が継続的に行われている。路地などに喧騒はあまりなく、「静寂の街」といわれる。
ラバト（人口約1万人）の郊外にあり、狭い通りをそぞろ歩く静かな環境が維持されている。市内への自動車乗り入れが制限されているが、限られた地元住民の自家用車、救急車、結婚式の車などは許可されている。

## 見どころ
- 聖パウロ聖堂
- ヴィルヘナ邸
- ファルゾン邸
- 聖アガタ礼拝堂
- 聖ニコラオス礼拝堂
- 自然史博物館

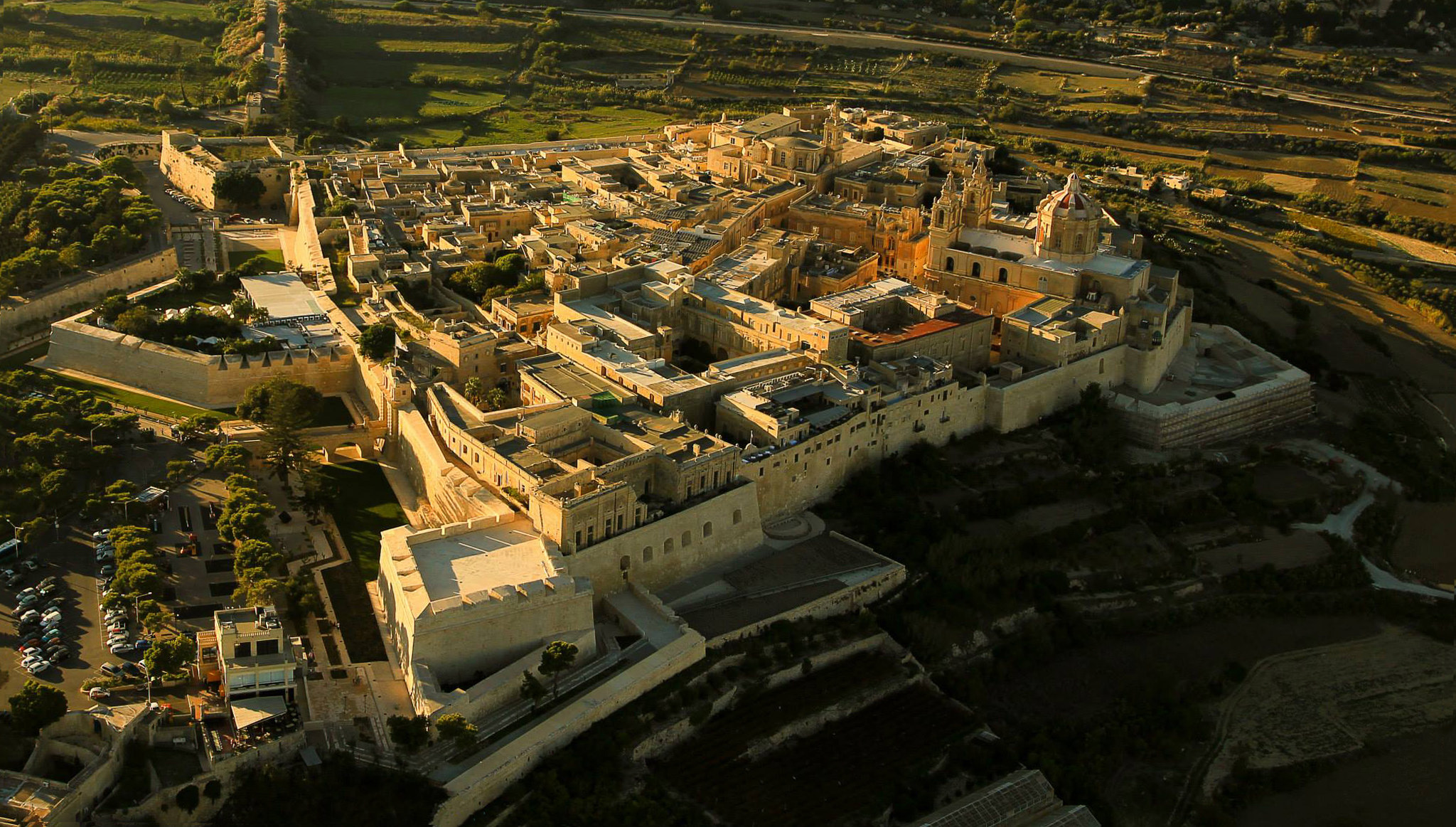
上空から

- カルメル会派教会・修道院　1675年完成。マルタで最も美しいバロック建築ともいわれる。
- ベネディクト会派修道院

## ギャラリー

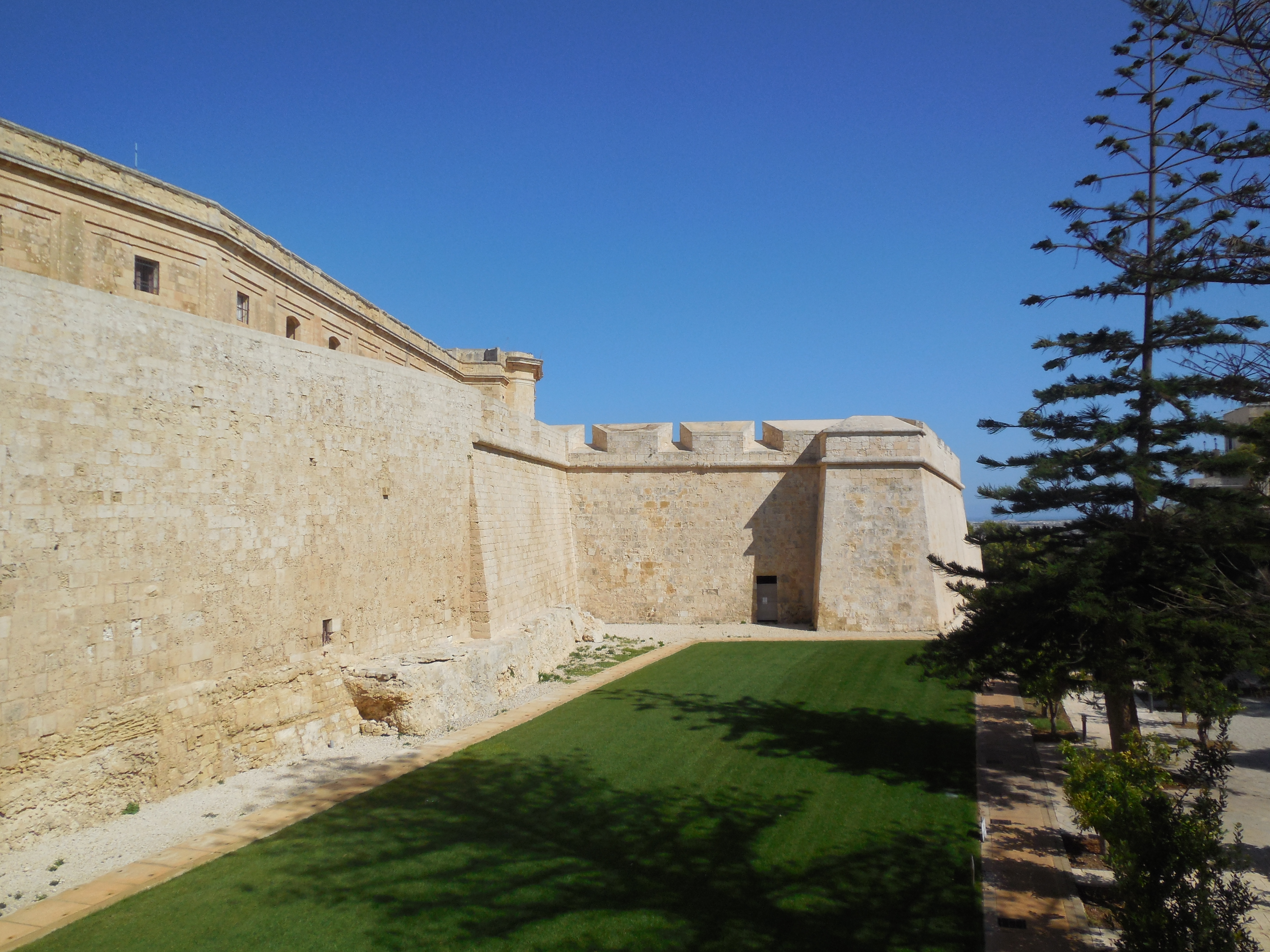
城壁（修復後）
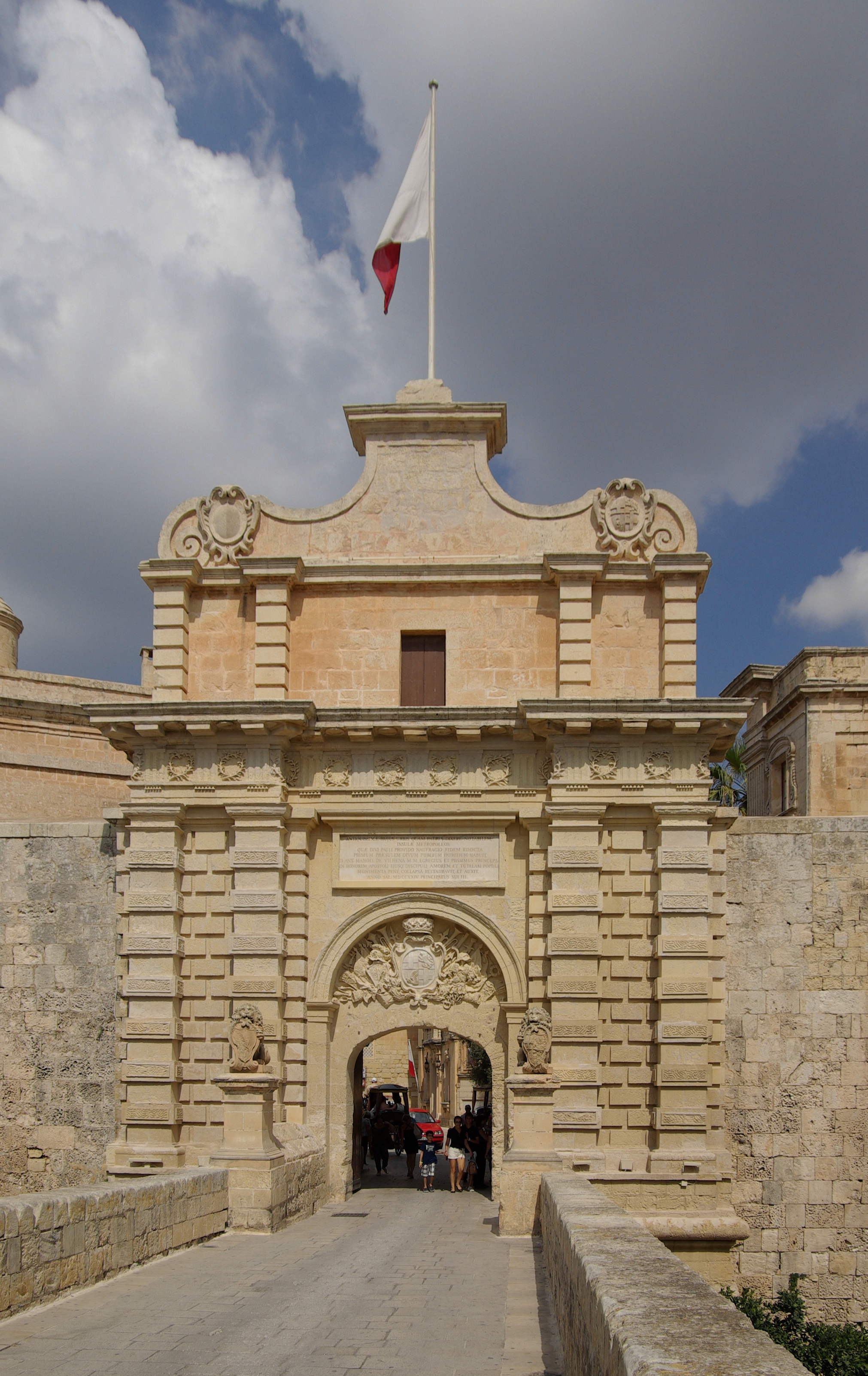
市門 現在も主要な入り口となっている
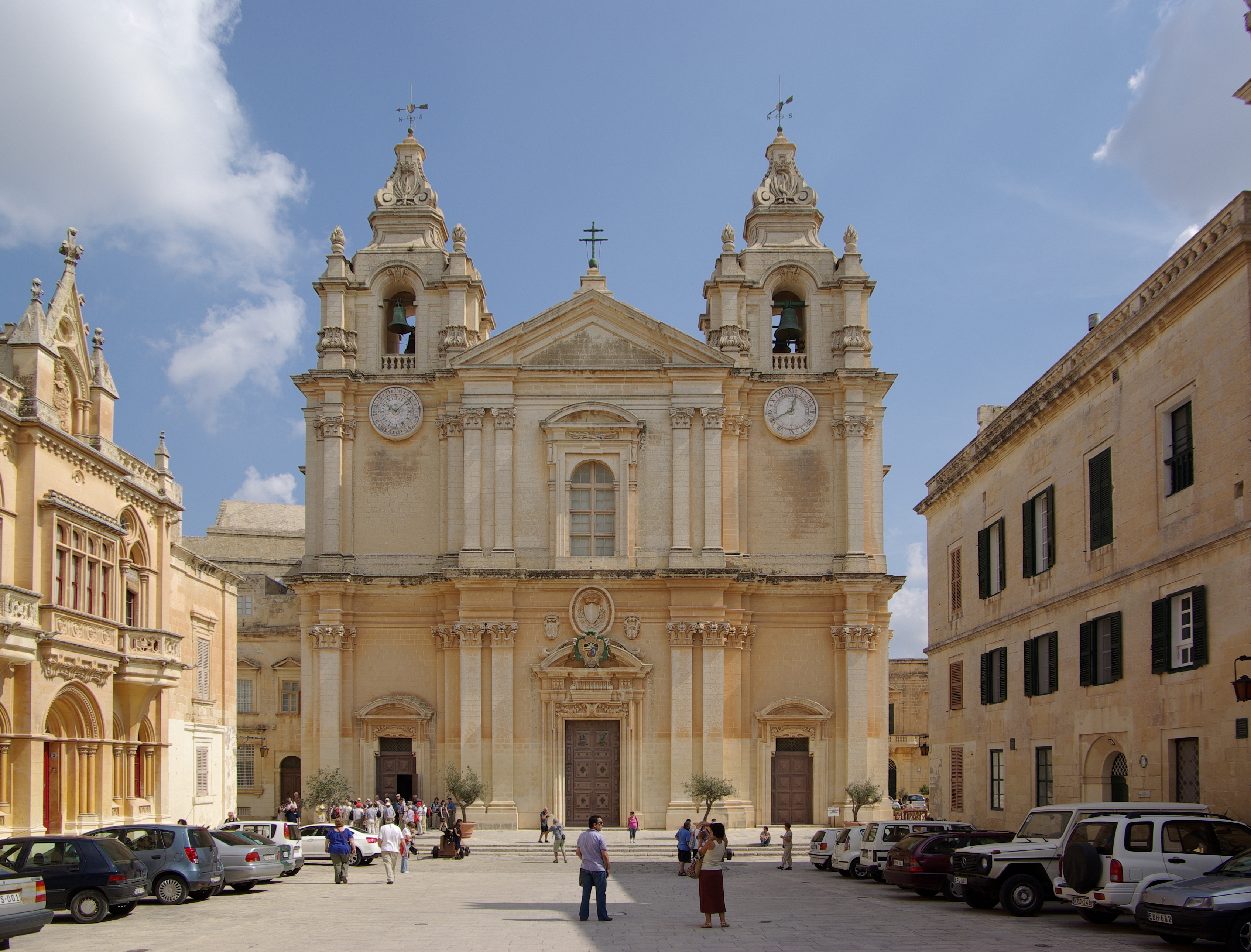
街の中心 聖パウロ聖堂
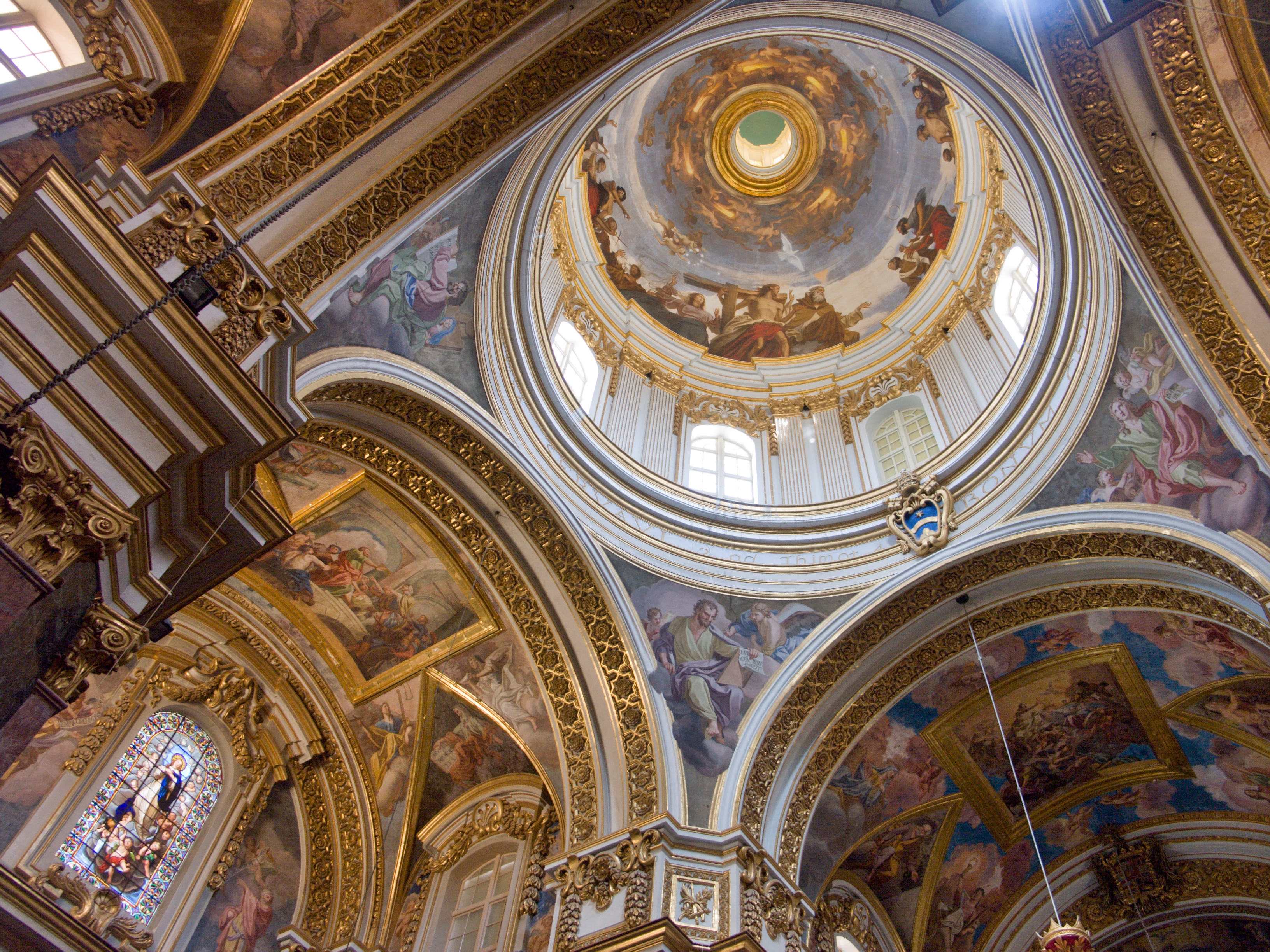
聖堂の内部
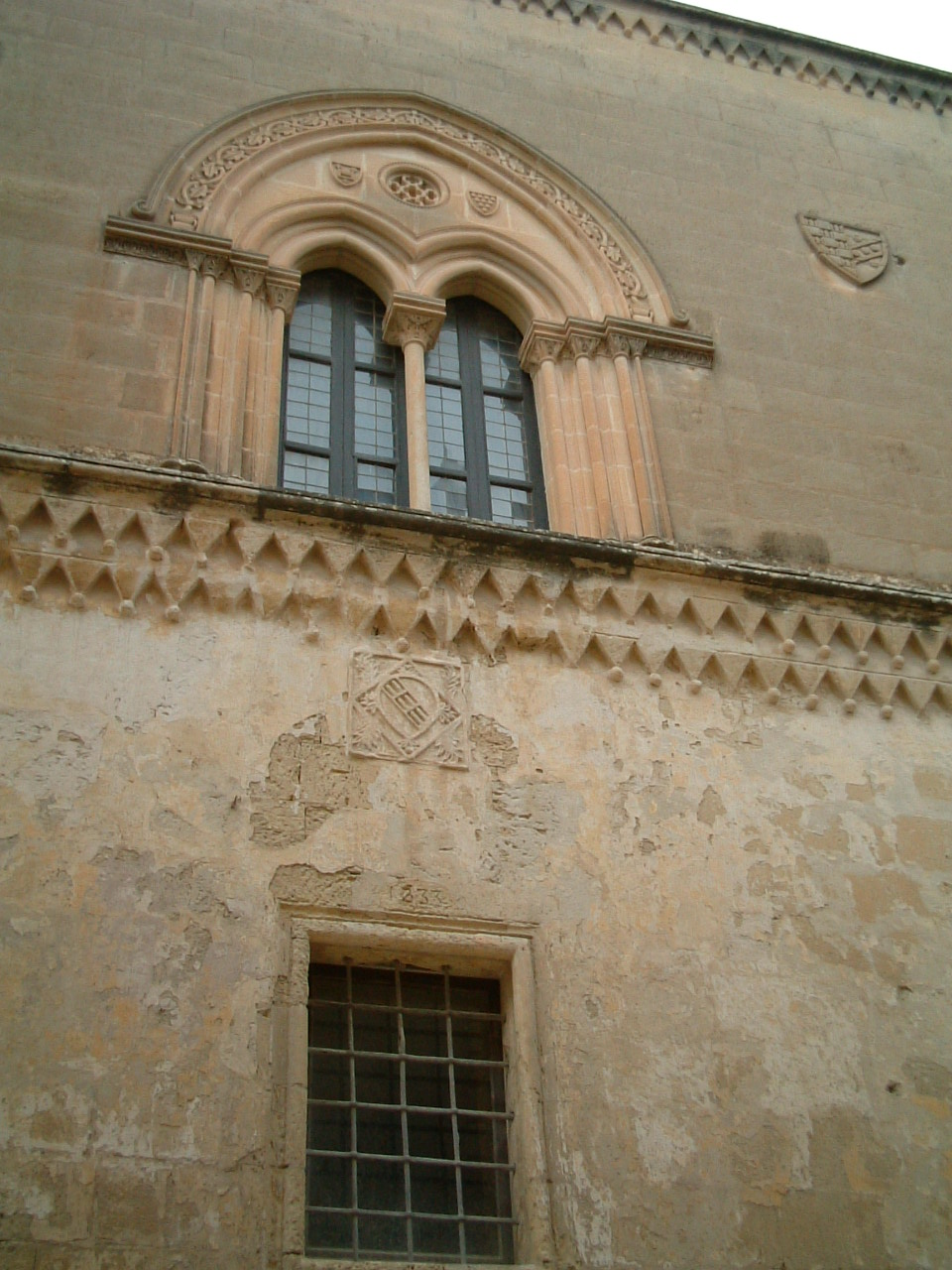
ファルゾン邸（ノルマン建築）
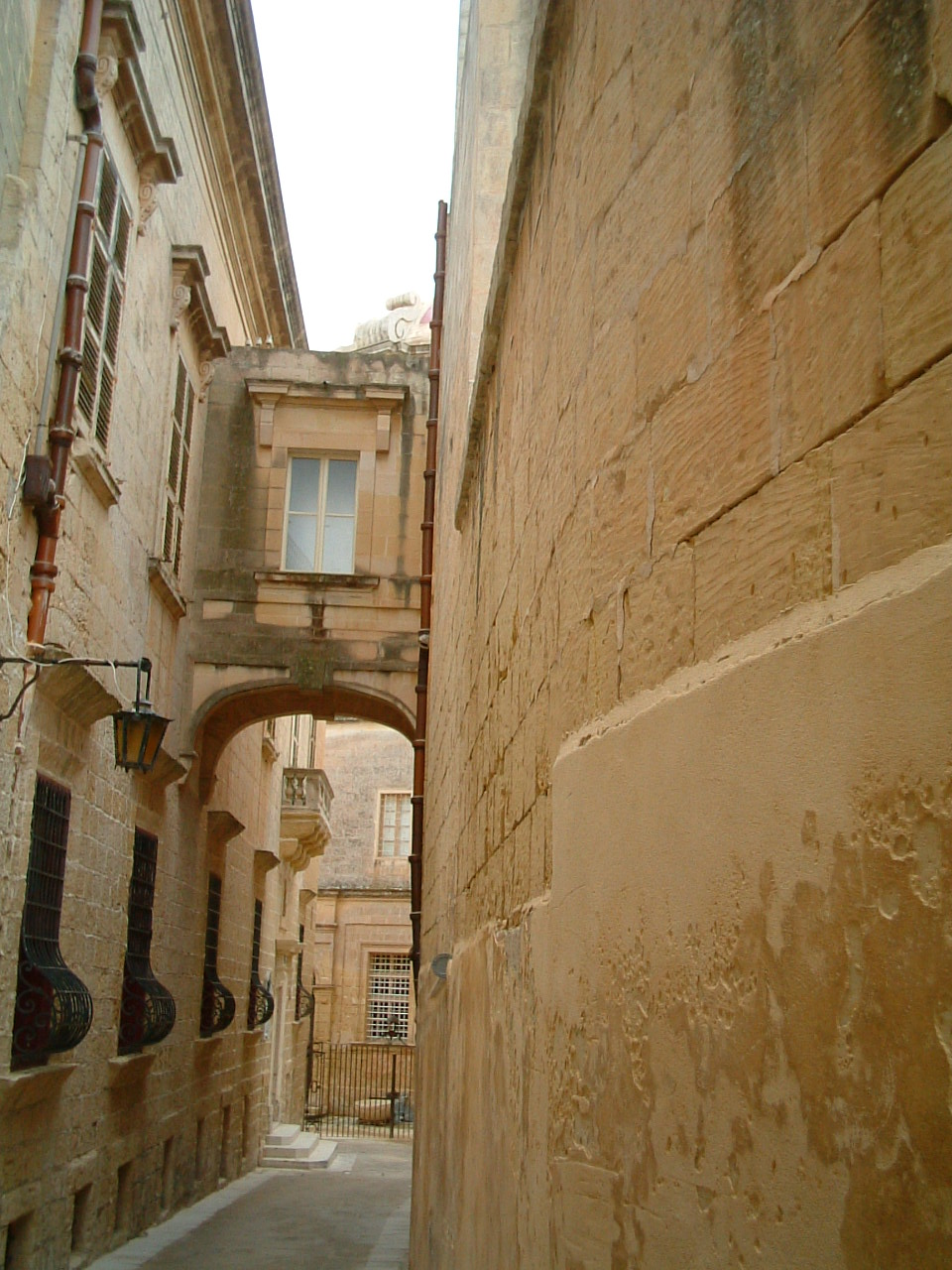
典型的な狭い中世の通り